# Gerhard Fritz Hensel
Gerhard Fritz Hensel (* 24. August 1910 in Neukirch/Lausitz; † 9. Dezember 1986 in Flensburg) war ein deutscher Maler. Er ist mit seinen Werken vor allem im norddeutschen Raum bekannt.

## Leben

### Kindheit
Hensel war das zweite Kind von Ostwald Richard Hensel und Linna Florendine Hensel, geb. Kremtz. Er hatte zwei Schwestern, eine davon war Hedwig Hensel, die Ehefrau von Rudolf Höß. Seine Kindheit verbrachte Hensel in seinem Geburtsort.

### Schulischer Werdegang und Studium
Hensel legte keine Reifeprüfung ab und arbeitete nach Abbruch einer kaufmännischen Ausbildung bei den Glashüttenwerken Bischofswerda in Sachsen, ab 1927 als Malergehilfe im väterlichen Betrieb. Zwischen 1928 und 1931 trat er zum freiwilligen Arbeitseinsatz in der Landwirtschaft bei den Artamanen an, erhielt ersten künstlerischen Abendunterricht bei Georg Schrimpf in München und betätigte sich als Hilfsmaler. Vom 1. November 1931 bis zum 31. März 1934 war Hensel erwerbslos, bis er sich am 1. April 1934 als Student der bildenden Künste an der staatlichen Kunsthochschule Dresden einschrieb. Zum 1. Mai 1933 trat er der NSDAP bei (Mitgliedsnummer 1.954.064). An der Hochschule erhielt er Unterricht bei Wilhelm Rudolph, Ernst Richard Dietze, Richard Müller und Hans Hanner. Während seines Studiums erhielt Hensel diverse Geldpreise und Auszeichnungen für seine künstlerischen Arbeiten. Er gehörte zum Führungsstab des NSDStB. Er meldete sich bereits im Jahr 1935 freiwillig zum Militärdienst, wurde aber zunächst nicht berücksichtigt und erhielt einen Aufschub des Gestellungsbefehls bis Sommer 1939. Da er kurz vor Abschluss seines Studiums und wesentlich Ausführender der Wandmalereien in der Augustusburg war, befürwortete Rektor Hanner Hensels Antrag auf Zurückstellung vom Wehrdienst bis Ostern 1940. Trotzdem wurde er zum Oktober 1939 eingezogen und konnte das Studium nicht abschließen. Am 24. Mai 1939 heiratete Hensel die Kindergärtnerin Edith Nieblich (* 7. August 1910, † 9. Dezember 2003 in Flensburg).

### Zeit des Zweiten Weltkriegs
Am 31. Oktober 1939 trat Hensel den Kriegsdienst an, dabei war er seit 1942 als Kriegsmaler in der Sowjetunion, Rumänien und Ungarn tätig. Es entstanden auch Zeichnungen in Auschwitz. Hensel besuchte Auschwitz, da seine Schwester mit dem Lagerkommandanten Rudolf Höß verheiratet war und dort mit ihrer Familie lebte. Eines seiner Bilder „Sola in Auschwitz“ befindet sich im Archiv des KZ Auschwitz. Im Oktober 1944 nahm er an einem Fahnenjunkerlehrgang der Kriegsschule in Potsdam teil und wurde zum Leutnant befördert. Bei einem Fronteinsatz im Februar 1945 wurde er verwundet. Im April desselben Jahres kam er nach Flensburg. Offiziell wurde er am 21. August 1945 durch die englische Besatzungsmacht aus dem Heer entlassen. Seine Kinder Eike (* 28. März 1940, † 29. Oktober 2011 in Steinbergkirche) und Birke (* 23. Dezember 1942, † 5. Januar 2010 in Durbach) wurden in Dresden geboren.

### Nachkriegsjahre
Hensel kam Anfang Mai 1945 nach Flensburg. Er verhalf wahrscheinlich seinem Schwager Rudolf Höß zu einer neuen Identität, mit der sich Höß Unterschlupf auf einem Hof im nahen Dorf Gottrupel verschaffte. Hensel wurde zwischenzeitlich von den Alliierten festgenommen, da man annahm, dass er der gesuchte Rudolf Höß sei. Bis 1951 arbeitete Hensel als freischaffender Maler. Er leitete Abendkurse an der Flensburger Volkshochschule über Kopf- und Aktzeichnungen.

### Zeit als Lehrer
Ab 1951 war Hensel als Hilfslehrer an der Goetheschule in Flensburg tätig. Im Jahr 1954 legte er in Hamburg eine Prüfung zum Lehrer für höhere Schulen ab. Zum Oberstudienrat wurde Hensel am 13. März 1967 an der Goetheschule ernannt. Am 1. September 1972 wurde Hensel auf eigenen Wunsch in den Ruhestand entlassen. Hensel verstarb am 9. Dezember 1986 in Flensburg.

### Künstlerischer Werdegang
Von 1934 bis 1939 studierte er an der Akademie der bildenden Künste in Dresden, die er ohne akademischen Abschluss verließ. In den Jahren 1939 bis 1945 arbeitete er als Kriegsmaler in einer Propagandakompanie in Rumänien, Ungarn und Russland. Nach dem Krieg leitete er von 1949 bis 1954 Abendkurse an der Flensburger Volkshochschule.
Von 1951 bis 1971 arbeitete er als Kunsterzieher an der Goetheschule in Flensburg, danach von 1971 bis 1986 als Freischaffender Maler.
Seit 1951 unternahm er jedes Jahr Studienreisen in die Länder des Mittelmeeres, Skandinavien, Frankreich oder Österreich, darunter 1952 eine Studienfahrt in den Vorderen Orient auf Einladung der Nordfriesischen Reederei.
Ab 1977 besaß er ein Atelier in Bergheim/Elsass.
Hensels Arbeitstechniken waren in der Malerei Öl und Mischtechnik, in der Grafik Holzschnitt und Aquarell. Seine Arbeitsfelder waren Porträts und Reiseimpressionen, vor allem Landschaften.
Ab 1954 orientierte er sich kurzzeitig an Karl Hofer, Mario Sironi, Massimo Campigli und Marino Marini. Später entdeckte er die Landschaften für sich und berief sich mit Versatzstücken auf die Antike und den Humanismus.
Sein Nachlass befindet sich im Städtischen Museum Flensburg und ist bislang (Stand 2011) nicht archiviert.

## Ausstellungen (unvollständig)
- 1943: Dresden, Brühlsche Terrasse („Kunstausstellung Gau Sachsen“)
- 1960 Städtisches Museum Flensburg[7]
- 1961 Haus der Kunst, München
- 1981 Städtisches Museum Flensburg: Gerhard Fritz Hensel (1910 - 1986), Reiseskizzen – Landschaften. Ausstellungskatalog (Aquarelle, Zeichnungen), 30.8 - 27.9.1981 im Städtischen Museum Flensburg. Einführung von Rudolf Zöller.[8]

## Werkbeispiele
- Selbstbildnis. Öl auf Leinwand, 1968[9]
- Magna graecia in memoria. Öl auf Pappe, 1972[10]
- Bildnis Dr. Ellen Redlefsen. Öl auf Leinwand, 1974[11]